# Gabriele Cunningham
Gabriele Cunningham –conocida como Gabbi Cunningham– (22 de febrero de 1998) es una deportista estadounidense que compite en atletismo, especialista en las carreras de vallas.
Ganó una medalla de bronce en el Campeonato Mundial de Atletismo en Pista Cubierta de 2022, en la prueba de 60 m vallas. Participó en los Juegos Olímpicos de Tokio 2020, ocupando el séptimo lugar en los 100 m vallas.

## Palmarés internacional
| Campeonato Mundial en Pista Cubierta | Campeonato Mundial en Pista Cubierta | Campeonato Mundial en Pista Cubierta | Campeonato Mundial en Pista Cubierta |
| Año                                  | Lugar                                | Medalla                              | Prueba                               |
| ------------------------------------ | ------------------------------------ | ------------------------------------ | ------------------------------------ |
| 2022                                 | Belgrado (Serbia)                    | Medalla de bronce                    | 60 m vallas                          |